# كلية الطب (الجامعة المستنصرية)
كلية الطب بالجامعة المستنصرية هي كلية طب عراقية تتبع الجامعة المستنصرية.

## تأسيس الكلية
أنشئت كلية الطب بالجامعة المستنصرية في عام 1975، لتكون الرابعة في قائمة كليات الجامعة المستنصرية التي تأسست عام 1963. كان مقر للكلية عند إنشائها في منطقة الوزيرية بوسط بغداد ثم انتقل المقر إلى منطقة جسر ديالى. وفي عام 1983 نُقلت الكلية إلى منطقة القادسية بجوار مستشفى اليرموك التعليمي. وفي عام 2017 تم الانتقال الى مجمع المستنصرية الطبي في منطقة القادسية ببغداد .
قُبلت أول دفعة بالكلية ـ وعدد طلابها 96 طالبًا ـ في العام الدراسي 1975- 1976، وبلغ عددالطلاب المتخرجين منذ العام الدراسي 1980 - 1981 وحتى العام الدراسي 2023-2024حوالي 8000طالبا في الدراسات الأولية، و1100طالبًا في الدراسات العليا.

## لغة الدراسة
لغة الدراسة في كلية الطب بالجامعة المستنصرية هي الإنجليزية بصورة أساسية، مع تدريس بعض المواد باللغة العربية، وهي مواد المصطلحات الطبية والطب العدلي وحقوق الإنسان والديمقراطية.

## وصلات خارجية
- الموقع الرسمي للكلية